# 2015-ös Copa América (keretek)
A 2015-ös Copa América egy 2015. június 11 és július 4. között Chilében rendezett labdarúgótorna lesz. A 12 részt vevő válogatottnak egyenként 22 játékost kell beneveznie, vagy 23-at, ha a keret három kapust tartalmaz; csak a keretben lévő  játékosok vehetnek részt a tornán. Minden válogatott játékosai az 1–23-as mezszámokat kaphatják.
A  jellel jelölt játékosok a válogatottjuk csapatkapitányai.

## A csoport

### Chile
Szövetségi kapitány:  Jorge Sampaoli
| Szám | Poszt | Név              | Születési dátum / Kor            | Válogatottság | Gólok | Klub                 |
| ---- | ----- | ---------------- | -------------------------------- | ------------- | ----- | -------------------- |
| 1    | K     | Claudio Bravo    | 1983. április 13. (32 évesen)    | 89            | 0     | Barcelona            |
| 23   | K     | Johnny Herrera   | 1981. május 9. (34 évesen)       | 11            | 0     | Universidad de Chile |
| 12   | K     | Paulo Garcés     | 1984. augusztus 2. (30 évesen)   | 1             | 0     | Colo-Colo            |
| 18   | V     | Gonzalo Jara     | 1985. augusztus 29. (29 évesen)  | 75            | 3     | Mainz 05             |
| 17   | V     | Gary Medel       | 1987. augusztus 3. (27 évesen)   | 73            | 6     | Internazionale       |
| 4    | V     | Mauricio Isla    | 1988. június 12. (26 évesen)     | 59            | 2     | Queens Park Rangers  |
| 2    | V     | Eugenio Mena     | 1988. július 18. (26 évesen)     | 34            | 3     | Cruzeiro             |
| 13   | V     | José Rojas       | 1983. június 3. (32 évesen)      | 23            | 1     | Universidad de Chile |
| 3    | V     | Miiko Albornoz   | 1990. november 30. (24 évesen)   | 5             | 1     | Hannover 96          |
| 15   | KP    | Jean Beausejour  | 1984. június 3. (31 évesen)      | 65            | 6     | Colo-Colo            |
| 8    | KP    | Arturo Vidal     | 1987. május 22. (28 évesen)      | 63            | 9     | Juventus             |
| 14   | KP    | Matías Fernández | 1986. május 15. (29 évesen)      | 62            | 14    | Fiorentina           |
| 10   | KP    | Jorge Valdivia   | 1983. október 19. (31 évesen)    | 61            | 6     | Palmeiras            |
| 6    | KP    | Carlos Carmona   | 1987. február 21. (28 évesen)    | 47            | 1     | Atalanta             |
| 5    | KP    | David Pizarro    | 1979. szeptember 11. (35 évesen) | 41            | 2     | Fiorentina           |
| 20   | KP    | Charles Aránguiz | 1989. április 17. (26 évesen)    | 33            | 4     | Internacional        |
| 21   | KP    | Marcelo Díaz     | 1986. december 30. (28 évesen)   | 31            | 1     | Hamburger            |
| 16   | KP    | Felipe Gutiérrez | 1990. október 8. (24 évesen)     | 22            | 1     | Twente               |
| 7    | CS    | Alexis Sánchez   | 1988. december 19. (26 évesen)   | 79            | 26    | Arsenal              |
| 11   | CS    | Eduardo Vargas   | 1989. november 20. (25 évesen)   | 41            | 18    | Queens Park Rangers  |
| 9    | CS    | Mauricio Pinilla | 1984. február 4. (31 évesen)     | 33            | 6     | Atalanta             |
| 19   | CS    | Edson Puch       | 1986. április 9. (29 évesen)     | 6             | 0     | Huracán              |
| 22   | CS    | Ángelo Henríquez | 1994. április 13. (21 évesen)    | 5             | 2     | Dinamo Zagreb        |

### Mexikó
Szövetségi kapitány:  Miguel Herrera
| Szám | Poszt | Név                    | Születési dátum / Kor            | Válogatottság | Gólok | Klub            |
| ---- | ----- | ---------------------- | -------------------------------- | ------------- | ----- | --------------- |
| 1    | K     | José de Jesús Corona   | 1981. január 26. (34 évesen)     | 37            | 0     | Cruz Azul       |
| 12   | K     | Alfredo Talavera       | 1982. szeptember 18. (32 évesen) | 17            | 0     | Toluca          |
| 23   | K     | Melitón Hernández      | 1982. október 14. (32 évesen)    | 2             | 0     | Veracruz        |
| 4    | V     | Rafael Márquez         | 1979. február 13. (36 évesen)    | 126           | 15    | Verona          |
| 16   | V     | Adrián Aldrete         | 1988. június 14. (26 évesen)     | 17            | 0     | Santos Laguna   |
| 3    | V     | Hugo Ayala             | 1987. március 31. (28 évesen)    | 19            | 0     | UANL            |
| 2    | V     | Julio Domínguez        | 1987. november 8. (27 évesen)    | 13            | 0     | Cruz Azul       |
| 15   | V     | Gerardo Flores         | 1986. február 5. (29 évesen)     | 11            | 0     | Cruz Azul       |
| 22   | V     | Efraín Velarde         | 1986. április 18. (29 évesen)    | 8             | 0     | Monterrey       |
| 14   | V     | Juan Carlos Valenzuela | 1984. május 15. (31 évesen)      | 21            | 1     | Atlas           |
| 21   | V     | George Corral          | 1990. július 18. (24 évesen)     | 3             | 0     | Querétaro       |
| 13   | V     | Carlos Salcedo         | 1993. szeptember 29. (21 évesen) | 3             | 0     | Guadalajara     |
| 5    | KP    | Juan Carlos Medina     | 1983. augusztus 22. (31 évesen)  | 11            | 0     | Atlas           |
| 11   | KP    | Javier Aquino          | 1990. február 11. (25 évesen)    | 28            | 0     | Rayo Vallecano  |
| 8    | KP    | Marco Fabián           | 1989. július 21. (25 évesen)     | 26            | 6     | Guadalajara     |
| 10   | KP    | Luis Montes            | 1986. május 15. (29 évesen)      | 16            | 3     | León            |
| 6    | KP    | Javier Güémez          | 1991. október 17. (23 évesen)    | 7             | 0     | Tijuana         |
| 7    | KP    | Jesús Manuel Corona    | 1993. január 6. (22 évesen)      | 5             | 1     | Twente          |
| 17   | KP    | Mario Osuna            | 1988. augusztus 20. (26 évesen)  | 2             | 0     | Querétaro       |
| 9    | CS    | Raúl Jiménez           | 1991. május 5. (24 évesen)       | 33            | 6     | Atlético Madrid |
| 19   | CS    | Vicente Matías Vuoso   | 1981. november 3. (33 évesen)    | 12            | 4     | Chiapas         |
| 20   | CS    | Eduardo Herrera        | 1988. július 25. (26 évesen)     | 6             | 3     | UNAM            |
| 18   | CS    | Enrique Esqueda        | 1988. április 19. (27 évesen)    | 9             | 1     | UANL            |

### Ecuador
Szövetségi kapitány:  Gustavo Quinteros
| Szám | Poszt | Név                 | Születési dátum / Kor           | Válogatottság | Gólok | Klub                    |
| ---- | ----- | ------------------- | ------------------------------- | ------------- | ----- | ----------------------- |
| 23   | K     | Alexander Domínguez | 1987. június 5. (28 évesen)     | 25            | 0     | LDU Quito               |
| 12   | K     | Esteban Dreer       | 1981. november 11. (33 évesen)  | 0             | 0     | Emelec                  |
| 1    | K     | Librado Azcona      | 1984. január 18. (31 évesen)    | 0             | 0     | Independiente del Valle |
| 10   | V     | Walter Ayoví        | 1979. augusztus 11. (35 évesen) | 99            | 8     | Pachuca                 |
| 4    | V     | Juan Carlos Paredes | 1987. július 8. (27 évesen)     | 47            | 0     | Watford                 |
| 3    | V     | Frickson Erazo      | 1988. május 5. (27 évesen)      | 46            | 1     | Grêmio                  |
| 21   | V     | Gabriel Achilier    | 1985. március 23. (30 évesen)   | 25            | 0     | Emelec                  |
| 18   | V     | Óscar Bagüí         | 1982. december 10. (32 évesen)  | 21            | 0     | Emelec                  |
| 2    | V     | Arturo Mina         | 1990. október 8. (24 évesen)    | 2             | 0     | Independiente del Valle |
| 16   | V     | Mario Pineida       | 1992. július 6. (22 évesen)     | 2             | 0     | Independiente del Valle |
| 20   | V     | John Narváez        | 1991. június 12. (23 évesen)    | 0             | 0     | Emelec                  |
| 6    | KP    | Christian Noboa     | 1985. április 9. (30 évesen)    | 51            | 3     | PAÓK                    |
| 7    | KP    | Jefferson Montero   | 1989. szeptember 1. (25 évesen) | 44            | 8     | Swansea City            |
| 5    | KP    | Renato Ibarra       | 1991. január 20. (24 évesen)    | 23            | 0     | Vitesse                 |
| 15   | KP    | Pedro Quiñónez      | 1986. március 4. (29 évesen)    | 10            | 0     | Emelec                  |
| 11   | KP    | Juan Cazares        | 1992. április 3. (23 évesen)    | 3             | 1     | Banfield                |
| 14   | KP    | Osbaldo Lastra      | 1983. augusztus 10. (31 évesen) | 2             | 0     | Emelec                  |
| 22   | KP    | Jonathan González   | 1995. március 7. (20 évesen)    | 2             | 0     | UDG                     |
| 19   | KP    | Pedro Larrea        | 1986. május 21. (29 évesen)     | 0             | 0     | LDU Loja                |
| 13   | CS    | Enner Valencia      | 1989. november 4. (25 évesen)   | 17            | 11    | West Ham United         |
| 9    | CS    | Fidel Martínez      | 1990. február 15. (25 évesen)   | 12            | 2     | UDG                     |
| 8    | CS    | Miller Bolaños      | 1990. június 1. (25 évesen)     | 2             | 1     | Emelec                  |
| 17   | CS    | Daniel Angulo       | 1986. november 16. (28 évesen)  | 0             | 0     | Independiente del Valle |

### Bolívia
Szövetségi kapitány:  Mauricio Soria
| Szám | Poszt | Név                     | Születési dátum / Kor            | Válogatottság | Gólok | Klub              |
| ---- | ----- | ----------------------- | -------------------------------- | ------------- | ----- | ----------------- |
| 23   | K     | Hugo Suárez             | 1982. február 7. (33 évesen)     | 12            | 0     | Blooming          |
| 1    | K     | Romel Quiñónez          | 1992. június 25. (22 évesen)     | 7             | 0     | Bolívar           |
| 12   | K     | José Peñarrieta         | 1994. november 18. (20 évesen)   | 0             | 0     | Oriente Petrolero |
| 16   | V     | Ronald Raldes           | 1980. április 20. (35 évesen)    | 81            | 1     | Oriente Petrolero |
| 17   | V     | Marvin Bejarano         | 1988. március 6. (27 évesen)     | 20            | 0     | Oriente Petrolero |
| 2    | V     | Edemir Rodríguez        | 1984. október 21. (30 évesen)    | 16            | 0     | Bolívar           |
| 22   | V     | Edward Zenteno          | 1984. december 5. (30 évesen)    | 15            | 0     | Jorge Wilstermann |
| 5    | V     | Ronald Eguino           | 1988. február 20. (27 évesen)    | 8             | 0     | Bolívar           |
| 14   | V     | Miguel Hurtado          | 1985. július 4. (29 évesen)      | 2             | 0     | Blooming          |
| 4    | V     | Leonel Morales          | 1988. szeptember 2. (26 évesen)  | 2             | 0     | Blooming          |
| 21   | V     | Cristian Coimbra        | 1989. szeptember 11. (25 évesen) | 0             | 0     | Blooming          |
| 8    | V     | Martin Smedberg-Dalence | 1984. május 10. (31 évesen)      | 1             | 0     | Göteborg          |
| 20   | KP    | Jhasmani Campos         | 1988. május 10. (27 évesen)      | 27            | 2     | Bolívar           |
| 3    | KP    | Alejandro Chumacero     | 1991. április 22. (24 évesen)    | 21            | 1     | The Strongest     |
| 10   | KP    | Pablo Escobar           | 1979. február 23. (36 évesen)    | 16            | 3     | The Strongest     |
| 6    | KP    | Danny Bejarano          | 1994. január 3. (21 évesen)      | 8             | 0     | Oriente Petrolero |
| 13   | KP    | Damir Miranda           | 1985. október 6. (29 évesen)     | 4             | 0     | Bolívar           |
| 11   | KP    | Damián Lizio            | 1989. június 30. (25 évesen)     | 2             | 1     | O'Higgins         |
| 15   | KP    | Sebastián Gamarra       | 1997. január 15. (18 évesen)     | 0             | 0     | AC Milan          |
| 9    | CS    | Marcelo Martins Moreno  | 1987. június 18. (27 évesen)     | 49            | 12    | Csangcsun Jataj   |
| 18   | CS    | Ricardo Pedriel         | 1987. szeptember 1. (27 évesen)  | 15            | 3     | Mersin İdmanyurdu |
| 7    | CS    | Alcides Peña            | 1989. január 14. (26 évesen)     | 15            | 1     | Oriente Petrolero |
| 19   | CS    | Wálter Veizaga          | 1986. április 22. (29 évesen)    | 10            | 0     | The Strongest     |

## B csoport

### Argentína
Szövetségi kapitány:  Gerardo Martino
| Szám | Poszt | Név               | Születési dátum / Kor          | Válogatottság | Gólok | Klub                     |
| ---- | ----- | ----------------- | ------------------------------ | ------------- | ----- | ------------------------ |
| 1    | K     | Sergio Romero     | 1987. február 22. (28 évesen)  | 58            | 0     | Sampdoria                |
| 23   | K     | Mariano Andújar   | 1983. július 30. (31 évesen)   | 11            | 0     | Napoli                   |
| 12   | K     | Nahuel Guzmán     | 1986. február 10. (29 évesen)  | 3             | 0     | UANL                     |
| 4    | V     | Pablo Zabaleta    | 1985. január 16. (30 évesen)   | 48            | 0     | Manchester City          |
| 15   | V     | Martín Demichelis | 1980. december 20. (34 évesen) | 44            | 2     | Manchester City          |
| 16   | V     | Marcos Rojo       | 1990. március 20. (25 évesen)  | 31            | 1     | Manchester United        |
| 2    | V     | Ezequiel Garay    | 1986. október 10. (28 évesen)  | 26            | 0     | Zenyit Szankt-Petyerburg |
| 17   | V     | Nicolás Otamendi  | 1988. február 12. (27 évesen)  | 19            | 1     | Valencia                 |
| 3    | V     | Facundo Roncaglia | 1987. február 10. (28 évesen)  | 4             | 0     | Genoa                    |
| 13   | V     | Milton Casco      | 1988. április 11. (27 évesen)  | 0             | 0     | Newell’s Old Boys        |
| 14   | KP    | Javier Mascherano | 1984. június 8. (31 évesen)    | 111           | 3     | Barcelona                |
| 7    | KP    | Ángel Di María    | 1988. február 14. (27 évesen)  | 59            | 11    | Manchester United        |
| 5    | KP    | Fernando Gago     | 1986. április 10. (29 évesen)  | 57            | 0     | Boca Juniors             |
| 19   | KP    | Éver Banega       | 1988. június 29. (26 évesen)   | 28            | 4     | Sevilla                  |
| 6    | KP    | Lucas Biglia      | 1986. január 30. (29 évesen)   | 28            | 0     | Lazio                    |
| 21   | KP    | Javier Pastore    | 1989. június 20. (25 évesen)   | 18            | 1     | Paris Saint-Germain      |
| 20   | KP    | Erik Lamela       | 1992. március 4. (23 évesen)   | 10            | 1     | Tottenham Hotspur        |
| 8    | KP    | Roberto Pereyra   | 1991. január 7. (24 évesen)    | 6             | 0     | Juventus                 |
| 10   | CS    | Lionel Messi      | 1987. június 24. (27 évesen)   | 97            | 45    | Barcelona                |
| 18   | CS    | Carlos Tévez      | 1984. február 7. (31 évesen)   | 68            | 13    | Juventus                 |
| 11   | CS    | Sergio Agüero     | 1988. június 2. (27 évesen)    | 60            | 23    | Manchester City          |
| 9    | CS    | Gonzalo Higuaín   | 1987. december 10. (27 évesen) | 47            | 23    | Napoli                   |
| 22   | CS    | Ezequiel Lavezzi  | 1985. május 3. (30 évesen)     | 39            | 4     | Paris Saint-Germain      |

### Uruguay
Szövetségi kapitány:  Óscar Tabárez
| Szám | Poszt | Név                    | Születési dátum / Kor            | Válogatottság | Gólok | Klub                 |
| ---- | ----- | ---------------------- | -------------------------------- | ------------- | ----- | -------------------- |
| 1    | K     | Fernando Muslera       | 1986. június 16. (28 évesen)     | 67            | 0     | Galatasaray          |
| 23   | K     | Martín Silva           | 1983. március 25. (32 évesen)    | 6             | 0     | Vasco da Gama        |
| 12   | K     | Rodrigo Muñoz          | 1982. január 22. (33 évesen)     | 0             | 0     | Libertad             |
| 16   | V     | Maxi Pereira           | 1984. június 8. (31 évesen)      | 100           | 3     | Benfica              |
| 3    | V     | Diego Godín            | 1986. február 16. (29 évesen)    | 87            | 4     | Atlético Madrid      |
| 6    | V     | Álvaro Pereira         | 1985. november 28. (29 évesen)   | 66            | 6     | Estudiantes          |
| 4    | V     | Jorge Fucile           | 1984. november 19. (30 évesen)   | 43            | 0     | Nacional             |
| 2    | V     | José Giménez           | 1995. január 20. (20 évesen)     | 16            | 2     | Atlético Madrid      |
| 19   | V     | Sebastián Coates       | 1990. október 7. (24 évesen)     | 16            | 1     | Sunderland           |
| 18   | V     | Mathías Corujo         | 1986. május 8. (29 évesen)       | 6             | 0     | Universidad de Chile |
| 13   | V     | Gastón Silva           | 1994. március 5. (21 évesen)     | 1             | 0     | Torino               |
| 7    | KP    | Cristian Rodríguez     | 1985. szeptember 30. (29 évesen) | 83            | 8     | Grêmio               |
| 17   | KP    | Egidio Arévalo Ríos    | 1982. január 1. (33 évesen)      | 66            | 0     | UANL                 |
| 20   | KP    | Álvaro González        | 1984. október 29. (30 évesen)    | 50            | 3     | Torino               |
| 14   | KP    | Nicolás Lodeiro        | 1989. március 21. (26 évesen)    | 36            | 3     | Boca Juniors         |
| 10   | KP    | Giorgian De Arrascaeta | 1994. május 1. (21 évesen)       | 4             | 0     | Cruzeiro             |
| 15   | KP    | Guzmán Pereira         | 1991. május 16. (24 évesen)      | 3             | 0     | Universidad de Chile |
| 5    | KP    | Carlos Sánchez         | 1984. december 2. (30 évesen)    | 3             | 0     | River Plate          |
| 21   | CS    | Edinson Cavani         | 1987. február 14. (28 évesen)    | 71            | 25    | Paris Saint-Germain  |
| 11   | CS    | Christian Stuani       | 1986. október 12. (28 évesen)    | 19            | 4     | Espanyol             |
| 8    | CS    | Abel Hernández         | 1990. augusztus 8. (24 évesen)   | 18            | 8     | Hull City            |
| 9    | CS    | Diego Rolán            | 1993. március 24. (22 évesen)    | 6             | 1     | Bordeaux             |
| 22   | CS    | Jonathan Rodríguez     | 1993. július 6. (21 évesen)      | 5             | 1     | Benfica              |

### Paraguay
Szövetségi kapitány:  Ramón Díaz
| Szám | Poszt | Név                 | Születési dátum / Kor           | Válogatottság | Gólok | Klub                   |
| ---- | ----- | ------------------- | ------------------------------- | ------------- | ----- | ---------------------- |
| 1    | K     | Justo Villar        | 1977. június 30. (37 évesen)    | 107           | 0     | Colo-Colo              |
| 12   | K     | Antony Silva        | 1984. február 27. (31 évesen)   | 7             | 0     | Independiente Medellín |
| 23   | K     | Alfredo Aguilar     | 1988. július 18. (26 évesen)    | 0             | 0     | Guaraní                |
| 14   | V     | Paulo da Silva      | 1980. február 1. (35 évesen)    | 120           | 2     | Toluca                 |
| 6    | V     | Miguel Samudio      | 1986. augusztus 24. (28 évesen) | 22            | 1     | América                |
| 4    | V     | Pablo Aguilar       | 1987. április 2. (28 évesen)    | 17            | 4     | América                |
| 3    | V     | Marcos Cáceres      | 1986. május 5. (29 évesen)      | 17            | 0     | Newell’s Old Boys      |
| 2    | V     | Iván Piris          | 1989. március 10. (26 évesen)   | 17            | 0     | Udinese                |
| 19   | V     | Fabián Balbuena     | 1991. augusztus 23. (23 évesen) | 2             | 0     | Libertad               |
| 5    | V     | Bruno Valdez        | 1992. október 6. (22 évesen)    | 0             | 0     | Cerro Porteño          |
| 15   | KP    | Víctor Cáceres      | 1985. március 25. (30 évesen)   | 60            | 1     | Flamengo               |
| 17   | KP    | Osvaldo Martínez    | 1986. április 8. (29 évesen)    | 29            | 1     | América                |
| 20   | KP    | Néstor Ortigoza     | 1984. december 7. (30 évesen)   | 21            | 1     | San Lorenzo            |
| 13   | KP    | Richard Ortiz       | 1990. május 22. (25 évesen)     | 15            | 4     | Toluca                 |
| 21   | KP    | Óscar Romero        | 1992. július 4. (22 évesen)     | 10            | 1     | Racing                 |
| 16   | KP    | Osmar Molinas       | 1987. május 3. (28 évesen)      | 8             | 0     | Libertad               |
| 22   | KP    | Eduardo Aranda      | 1985. január 28. (30 évesen)    | 1             | 0     | Olimpia                |
| 9    | CS    | Roque Santa Cruz    | 1981. augusztus 16. (33 évesen) | 104           | 30    | Cruz Azul              |
| 18   | CS    | Nelson Haedo Valdez | 1983. november 28. (31 évesen)  | 67            | 12    | Eintracht Frankfurt    |
| 11   | CS    | Édgar Benítez       | 1987. november 8. (27 évesen)   | 40            | 6     | Toluca                 |
| 8    | CS    | Lucas Barrios       | 1984. november 13. (30 évesen)  | 25            | 6     | Montpellier            |
| 10   | CS    | Derlis González     | 1994. március 23. (21 évesen)   | 8             | 1     | Basel                  |
| 7    | CS    | Raúl Bobadilla      | 1987. június 18. (27 évesen)    | 2             | 0     | Augsburg               |

### Jamaica
Szövetségi kapitány:  Winfried Schäfer
| Szám | Poszt | Név              | Születési dátum / Kor            | Válogatottság | Gólok | Klub                   |
| ---- | ----- | ---------------- | -------------------------------- | ------------- | ----- | ---------------------- |
| 12   | K     | Dwayne Miller    | 1987. július 14. (27 évesen)     | 34            | 0     | Syrianska              |
| 1    | K     | Duwayne Kerr     | 1987. február 16. (28 évesen)    | 11            | 0     | Sarpsborg 08           |
| 23   | K     | Ryan Thompson    | 1985. január 7. (30 évesen)      | 3             | 0     | Pittsburgh Riverhounds |
| 21   | V     | Jermaine Taylor  | 1985. január 14. (30 évesen)     | 80            | 0     | Houston Dynamo         |
| 19   | V     | Adrian Mariappa  | 1986. október 3. (28 évesen)     | 21            | 0     | Crystal Palace         |
| 20   | V     | Kemar Lawrence   | 1992. szeptember 17. (22 évesen) | 16            | 2     | New York Red Bulls     |
| 4    | V     | Wes Morgan       | 1984. január 21. (31 évesen)     | 12            | 0     | Leicester City         |
| 2    | V     | Daniel Gordon    | 1985. január 16. (30 évesen)     | 5             | 1     | Karlsruher SC          |
| 3    | V     | Michael Hector   | 1992. július 19. (22 évesen)     | 0             | 0     | Reading                |
| 8    | KP    | Hughan Gray      | 1987. március 25. (28 évesen)    | 11            | 0     | Waterhouse             |
| 17   | KP    | Rodolph Austin   | 1985. június 1. (30 évesen)      | 73            | 6     | klub nélkül            |
| 15   | KP    | Je-Vaughn Watson | 1983. október 22. (31 évesen)    | 41            | 1     | FC Dallas              |
| 10   | KP    | Jobi McAnuff     | 1981. november 3. (33 évesen)    | 13            | 0     | Leyton Orient          |
| 16   | KP    | Joel Grant       | 1987. augusztus 26. (27 évesen)  | 10            | 1     | Yeovil Town            |
| 22   | KP    | Garath McCleary  | 1987. május 15. (28 évesen)      | 9             | 1     | Reading                |
| 5    | KP    | Lance Laing      | 1988. február 28. (27 évesen)    | 4             | 0     | FC Edmonton            |
| 11   | CS    | Darren Mattocks  | 1990. szeptember 2. (24 évesen)  | 22            | 8     | Vancouver Whitecaps    |
| 6    | CS    | Deshorn Brown    | 1990. december 22. (24 évesen)   | 9             | 2     | Vålerenga              |
| 18   | CS    | Simon Dawkins    | 1987. december 1. (27 évesen)    | 8             | 2     | Derby County           |
| 13   | CS    | Dino Williams    | 1990. március 31. (25 évesen)    | 8             | 0     | Montego Bay United     |
| 7    | CS    | Romeo Parkes     | 1990. november 20. (24 évesen)   | 3             | 1     | Isidro Metapán         |
| 9    | CS    | Giles Barnes     | 1988. augusztus 5. (26 évesen)   | 2             | 1     | Houston Dynamo         |
| 14   | CS    | Allan Ottey      | 1992. december 18. (22 évesen)   | 0             | 0     | Montego Bay United     |

## C csoport

### Brazília
Szövetségi kapitány:  Dunga
| Szám | Poszt | Név               | Születési dátum / Kor            | Válogatottság | Gólok | Klub                |
| ---- | ----- | ----------------- | -------------------------------- | ------------- | ----- | ------------------- |
| 1    | K     | Jefferson         | 1983. január 2. (32 évesen)      | 16            | 0     | Botafogo            |
| 23   | K     | Marcelo Grohe     | 1987. január 13. (28 évesen)     | 0             | 0     | Grêmio              |
| 12   | K     | Neto              | 1989. július 19. (25 évesen)     | 0             | 0     | Fiorentina          |
| 2    | V     | Daniel Alves      | 1983. május 6. (32 évesen)       | 79            | 6     | Barcelona           |
| 14   | V     | Thiago Silva      | 1984. szeptember 22. (30 évesen) | 54            | 3     | Paris Saint-Germain |
| 4    | V     | David Luiz        | 1987. április 22. (28 évesen)    | 47            | 3     | Paris Saint-Germain |
| 3    | V     | Miranda           | 1984. szeptember 7. (30 évesen)  | 15            | 0     | Atlético de Madrid  |
| 6    | V     | Filipe Luís       | 1985. augusztus 9. (29 évesen)   | 12            | 0     | Chelsea             |
| 13   | V     | Marquinhos        | 1994. május 14. (21 évesen)      | 4             | 0     | Paris Saint-Germain |
| 15   | V     | Geferson          | 1994. május 13. (21 évesen)      | 0             | 0     | Internacional       |
| 16   | V     | Fabinho           | 1993. október 23. (21 évesen)    | 0             | 0     | Monaco              |
| 19   | KP    | Willian           | 1988. augusztus 9. (26 évesen)   | 20            | 4     | Chelsea             |
| 8    | KP    | Elias             | 1985. május 16. (30 évesen)      | 19            | 0     | Corinthians         |
| 5    | KP    | Fernandinho       | 1985. május 4. (30 évesen)       | 14            | 2     | Manchester City     |
| 22   | KP    | Casemiro          | 1992. február 23. (23 évesen)    | 7             | 0     | Porto               |
| 21   | KP    | Philippe Coutinho | 1992. június 12. (22 évesen)     | 6             | 0     | Liverpool           |
| 7    | KP    | Douglas Costa     | 1990. szeptember 14. (24 évesen) | 4             | 0     | Sahtar Doneck       |
| 11   | CS    | Roberto Firmino   | 1991. október 2. (23 évesen)     | 4             | 2     | Hoffenheim          |
| 18   | KP    | Everton Ribeiro   | 1989. április 10. (26 évesen)    | 3             | 0     | Al-Ahli             |
| 17   | KP    | Fred              | 1993. március 5. (22 évesen)     | 2             | 0     | Sahtar Doneck       |
| 20   | CS    | Robinho           | 1984. január 25. (31 évesen)     | 96            | 27    | Santos              |
| 10   | CS    | Neymar            | 1992. február 5. (23 évesen)     | 62            | 43    | Barcelona           |
| 9    | CS    | Diego Tardelli    | 1985. május 10. (30 évesen)      | 9             | 2     | Santung Lüneng      |

### Kolumbia
Szövetségi kapitány:  José Pékerman
| Szám | Poszt | Név                     | Születési dátum / Kor            | Válogatottság | Gólok | Klub              |
| ---- | ----- | ----------------------- | -------------------------------- | ------------- | ----- | ----------------- |
| 1    | K     | David Ospina            | 1988. augusztus 31. (26 évesen)  | 52            | 0     | Arsenal           |
| 12   | K     | Camilo Vargas           | 1989. szeptember 1. (25 évesen)  | 4             | 0     | Atlético Nacional |
| 23   | K     | Cristian Bonilla        | 1993. június 2. (22 évesen)      | 0             | 0     | La Equidad        |
| 7    | V     | Pablo Armero            | 1986. november 2. (28 évesen)    | 63            | 2     | Flamengo          |
| 2    | V     | Cristián Zapata         | 1986. szeptember 30. (28 évesen) | 31            | 0     | AC Milan          |
| 14   | V     | Carlos Valdés           | 1985. május 22. (30 évesen)      | 16            | 2     | Nacional          |
| 4    | V     | Santiago Arias          | 1992. január 13. (23 évesen)     | 14            | 0     | PSV               |
| 22   | V     | Jeison Murillo          | 1992. május 27. (23 évesen)      | 5             | 0     | Granada           |
| 3    | V     | Pedro Franco            | 1991. április 23. (24 évesen)    | 4             | 0     | Beşiktaş          |
| 13   | V     | Darwin Andrade          | 1991. február 11. (24 évesen)    | 2             | 0     | Standard Liège    |
| 18   | KP    | Juan Camilo Zúñiga      | 1985. december 14. (29 évesen)   | 58            | 1     | Napoli            |
| 6    | KP    | Carlos Sánchez          | 1986. február 6. (29 évesen)     | 54            | 0     | Aston Villa       |
| 11   | KP    | Juan Guillermo Cuadrado | 1988. május 26. (27 évesen)      | 39            | 5     | Chelsea           |
| 10   | KP    | James Rodríguez         | 1991. július 12. (23 évesen)     | 32            | 12    | Real Madrid       |
| 15   | KP    | Alexander Mejía         | 1988. szeptember 7. (26 évesen)  | 17            | 0     | Monterrey         |
| 5    | KP    | Edwin Valencia          | 1983. március 29. (32 évesen)    | 15            | 0     | Santos            |
| 8    | KP    | Edwin Cardona           | 1992. december 8. (22 évesen)    | 4             | 1     | Monterrey         |
| 16   | CS    | Víctor Ibarbo           | 1990. május 19. (25 évesen)      | 12            | 1     | AS Roma           |
| 9    | CS    | Radamel Falcao          | 1986. február 10. (29 évesen)    | 56            | 24    | Manchester United |
| 19   | CS    | Teófilo Gutiérrez       | 1985. május 28. (30 évesen)      | 38            | 14    | River Plate       |
| 21   | CS    | Jackson Martínez        | 1986. október 3. (28 évesen)     | 35            | 10    | Porto             |
| 17   | CS    | Carlos Bacca            | 1986. szeptember 8. (28 évesen)  | 17            | 7     | Sevilla           |
| 20   | CS    | Luis Muriel             | 1991. április 18. (24 évesen)    | 5             | 1     | Sampdoria         |

### Peru
Szövetségi kapitány:  Ricardo Gareca
| Szám | Poszt | Név                 | Születési dátum / Kor            | Válogatottság | Gólok | Klub                      |
| ---- | ----- | ------------------- | -------------------------------- | ------------- | ----- | ------------------------- |
| 1    | K     | Pedro Gallese       | 1990. február 23. (25 évesen)    | 6             | 0     | Juan Aurich               |
| 12   | K     | Diego Penny         | 1984. április 22. (31 évesen)    | 14            | 0     | Sporting Cristal          |
| 23   | K     | Salomón Libman      | 1984. február 25. (31 évesen)    | 6             | 0     | Universidad César Vallejo |
| 17   | V     | Luis Advíncula      | 1990. március 2. (25 évesen)     | 41            | 0     | Vitória Setúbal           |
| 15   | V     | Christian Ramos     | 1988. november 4. (26 évesen)    | 39            | 1     | Juan Aurich               |
| 19   | V     | Yoshimar Yotún      | 1990. április 7. (25 évesen)     | 39            | 1     | Malmö                     |
| 5    | V     | Carlos Zambrano     | 1989. július 10. (25 évesen)     | 29            | 4     | Eintracht Frankfurt       |
| 3    | V     | Hansell Riojas      | 1991. október 15. (23 évesen)    | 3             | 0     | Universidad César Vallejo |
| 4    | V     | Pedro Paulo Requena | 1991. január 24. (24 évesen)     | 2             | 0     | Universidad César Vallejo |
| 2    | KP    | Jair Céspedes       | 1984. május 22. (31 évesen)      | 4             | 0     | Juan Aurich               |
| 6    | KP    | Juan Manuel Vargas  | 1983. október 5. (31 évesen)     | 53            | 4     | Fiorentina                |
| 21   | KP    | Josepmir Ballón     | 1988. március 21. (27 évesen)    | 35            | 0     | Sporting Cristal          |
| 16   | KP    | Carlos Lobatón      | 1980. február 6. (35 évesen)     | 33            | 1     | Sporting Cristal          |
| 7    | KP    | Paolo Hurtado       | 1990. július 27. (24 évesen)     | 15            | 2     | Paços de Ferreira         |
| 13   | KP    | Edwin Retamoso      | 1982. február 23. (33 évesen)    | 11            | 0     | Real Garcilaso            |
| 8    | KP    | Christian Cueva     | 1991. november 23. (23 évesen)   | 7             | 0     | Alianza Lima              |
| 22   | KP    | Carlos Ascues       | 1992. június 19. (22 évesen)     | 6             | 5     | Melgar                    |
| 20   | KP    | Joel Sánchez        | 1989. június 11. (26 évesen)     | 2             | 0     | Universidad San Martín    |
| 10   | KP    | Jefferson Farfán    | 1984. október 26. (30 évesen)    | 64            | 17    | Schalke 04                |
| 11   | KP    | Yordy Reyna         | 1993. szeptember 17. (21 évesen) | 8             | 2     | RB Leipzig                |
| 14   | CS    | Claudio Pizarro     | 1978. október 3. (36 évesen)     | 76            | 19    | Bayern München            |
| 9    | CS    | Paolo Guerrero      | 1984. január 1. (31 évesen)      | 56            | 21    | Corinthians               |
| 18   | CS    | André Carrillo      | 1991. június 14. (23 évesen)     | 23            | 1     | Sporting                  |

### Venezuela
Szövetségi kapitány:  Noel Sanvicente
| Szám | Poszt | Név                 | Születési dátum / Kor            | Válogatottság | Gólok | Klub                     |
| ---- | ----- | ------------------- | -------------------------------- | ------------- | ----- | ------------------------ |
| 1    | K     | Alain Baroja        | 1989. október 23. (25 évesen)    | 3             | 0     | Caracas                  |
| 12   | K     | Dani Hernández      | 1985. október 21. (29 évesen)    | 20            | 0     | Tenerife                 |
| 23   | K     | Wuilker Faríñez     | 1998. február 15. (17 évesen)    | 0             | 0     | Caracas                  |
| 4    | V     | Oswaldo Vizcarrondo | 1984. május 31. (31 évesen)      | 61            | 8     | Nantes                   |
| 6    | V     | Gabriel Cichero     | 1984. április 25. (31 évesen)    | 56            | 4     | Mineros de Guayana       |
| 16   | V     | Roberto Rosales     | 1988. november 20. (26 évesen)   | 54            | 0     | Málaga                   |
| 20   | V     | Grenddy Perozo      | 1986. február 28. (29 évesen)    | 45            | 2     | Ajaccio                  |
| 5    | V     | Fernando Amorebieta | 1985. március 29. (30 évesen)    | 12            | 1     | Middlesbrough            |
| 3    | V     | Andrés Túñez        | 1987. március 15. (28 évesen)    | 11            | 0     | Buriram United           |
| 2    | V     | Wilker Ángel        | 1993. március 18. (22 évesen)    | 1             | 1     | Deportivo Táchira        |
| 18   | KP    | Juan Arango         | 1980. május 17. (35 évesen)      | 124           | 22    | Tijuana                  |
| 14   | KP    | Franklin Lucena     | 1981. február 20. (34 évesen)    | 58            | 2     | Deportivo La Guaira      |
| 8    | KP    | Tomás Rincón        | 1988. január 13. (27 évesen)     | 58            | 0     | Genoa                    |
| 11   | KP    | César González      | 1982. október 1. (32 évesen)     | 57            | 5     | Deportivo Táchira        |
| 13   | KP    | Luis Manuel Seijas  | 1986. június 23. (28 évesen)     | 53            | 2     | Santa Fe                 |
| 15   | KP    | Alejandro Guerra    | 1985. július 9. (29 évesen)      | 42            | 4     | Atlético Nacional        |
| 10   | KP    | Ronald Vargas       | 1986. december 2. (28 évesen)    | 17            | 3     | Balıkesirspor            |
| 19   | KP    | Rafael Acosta       | 1989. február 13. (26 évesen)    | 9             | 0     | Mineros de Guayana       |
| 7    | CS    | Miku                | 1985. augusztus 19. (29 évesen)  | 50            | 10    | Rayo Vallecano           |
| 9    | CS    | Salomón Rondón      | 1989. szeptember 16. (25 évesen) | 38            | 12    | Zenyit Szankt-Petyerburg |
| 17   | CS    | Josef Martínez      | 1993. május 19. (22 évesen)      | 17            | 3     | Torino                   |
| 21   | CS    | Gelmin Rivas        | 1989. március 23. (26 évesen)    | 3             | 0     | Deportivo Táchira        |
| 22   | CS    | Jhon Murillo        | 1995. június 4. (20 évesen)      | 1             | 1     | Zamora                   |